# Плюмбоніобіт
Плюмбоніобіт (англ. plumboniobite; нім. Plumboniobit m) — мінерал, відміна ніобіту (колумбіту), що містить свинець, рідкісні землі, уран та ін.

## Загальний опис
Синоніми: плюмбоколумбіт (H.Strunz, 1941).
Хімічна формула: (Y, Yb, Gd)2(Fe, Pb, Ca, U)[Nb2O7]2.
Сингонія ромбічна.
Форми виділення: неправильні кристали.
Густина 4,8.
Твердість 5,5-6,0.
Колір чорний з буруватим відтінком.
Блиск смолистий.
Риса коричнева.
Злам раковистий.
Зустрічається у гранітних пегматитах разом з іншими танталоніобіотами, у родовищах слюди разом з насту-раном і вторинними мінералами урану, а також у лужних пегматитах. Знахідки: Моронгоро, м. Улугуру, Танзанія (назва — O.Hauser, L.Finckh, 1909).